# 無言通

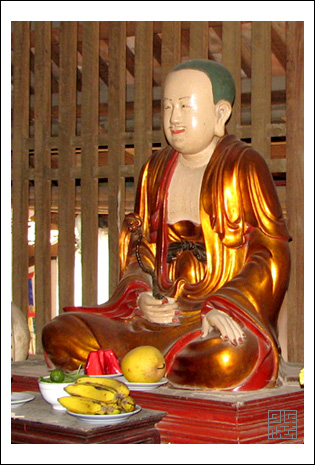
無言通

無言通（759年？—826年）是中國唐朝的一位禪宗僧人。
無言通俗姓鄭，出生在廣州的一個富裕家庭裡。年少就喜歡佛學，不治家產。後因沉默寡言卻博學，因此人稱「無言通」。他拜百丈懷海為師。大約在820年左右，無言通自廣州渡海來到安南，在今日的河內市嘉林縣境內建立了一個佛教寺院建初寺，創建了越南禪宗無言通派。建初寺成為了安南境內最大的佛教寺院，佛教在越南得以廣泛傳播。